# Mulargia (Bortigali)
Mulargia (Mulàrza in sardo) -  l'antica Molària -  è una frazione del comune di Bortigali, in provincia di Nuoro.
Si trova ad un'altitudine di 704 metri sul livello del mare e ha una popolazione di circa 45 abitanti. Fino al 1865 è stato comune autonomo.

## Geografia fisica

### Territorio
È situata a nord ovest del comune capoluogo (da cui dista circa 7 km), nella parte meridionale dell'altopiano di Campeda, dove iniziano i rilievi della catena del Marghine.

## Storia
La presenza umana nel territorio già in epoca nuragica e prenuragica è testimoniata dai monumenti archeologici (nuraghi e domus de janas) posti nelle immediate vicinanze dell'abitato.
Le sue vicende storiche coincidono con quelle degli altri centri circostanti. Fece quindi parte, tra l'altro, della curatorìa del Marghine, prima nel giudicato di Torres, poi in quello di Arborea. Dopo il 1420 entrò a far parte del feudo concesso alla famiglia Centelles, della quale condivise le vicende, sino all'abolizione del feudalesimo nel 1838,  anno in cui contava 124 abitanti.  Nel 1865 perse la sua autonomia, diventando frazione di Bortigali.
Ma il periodo in cui Mulargia ebbe maggiore notorietà e rilevanza fu quello punico-romano, del quale restano diverse testimonianze.

### Le macine
Il sito dell'antica Molària ebbe per lungo tempo particolare importanza come centro estrattivo (cave di ignimbrite) e di produzione in loco di macine granarie (in latino macina =mola, da cui il toponimo). A dimostrazione della diffusa commercializzazione dei manufatti, macine realizzate con l'ignimbrite proveniente da Mulargia sono state trovate in località di tutto il Mediterraneo, come risulta dagli studi effettuati dagli archeologi Peacock e Williams-Thorpe: Liguria, Sicilia (ad Entella), Spagna, Tunisia (nella zona di Cartagine), Marocco. Proviene inoltre da Mulargia la più antica macina rotatoria del tipo "a clessidra pompeiana" del Mediterraneo: faceva parte del carico di una nave mercantile greca naufragata nel IV sec. a.C. al largo di Palma di Maiorca.
Numerose macine, di svariate tipologie, si trovano attualmente raccolte nei cortili delle abitazioni private.

### L'epigrafe romana
A circa 1 km dall'abitato in direzione di Bortigali, in località Aidu Entos, su un architrave dell'omonimo nuraghe è incisa a grandi caratteri (con altezza che varia da 9 a 14 centimetri) un'iscrizione latina, che presenta il seguente testo: ILI . IUR . IN . NURAC . SESSAR . M C. Attilio Mastino, docente di Storia romana ed Epigrafia latina ed ex rettore dell'Università di Sassari, il primo ad averla pubblicata e commentata, la colloca cronologicamente nell'età imperiale, in particolare nel I secolo d.C., e ritiene sia l'abbreviazione di Ili(ensium) iur(a) in Nurac Sessar, tradotta dallo stesso Mastino e da Lidio Gasperini (studioso di Storia romana e di Epigrafia) come: <Diritti degli Iliensi sui Nuraghi del Sessar>, nel senso che in quella zona (o da quella zona in là, ed in questo caso la pietra poteva costituire quasi un termine di confine tra i territori delle due popolazioni) i romani, sicuramente insediati nei territori ad ovest, riconoscevano alla popolazione locale degli Iliensi un qualche diritto (iura). Le suddette interpretazioni sono in qualche modo contraddette dal linguista Massimo Pittau.
Un'altra possibile lettura proposta è la seguente:
Ili(ensium) iur(isdictio) in nuracses Sar(dos)

### L'itinerario antonino
L'antica Molària è citata nell'Itinerario antonino, del III secolo d.C., come stazione intermedia tra quelle di Ad Medias (l'odierna Abbasanta) ed Hafa (Giave), al miglio CII della strada romana che collegava Karalis (l'odierna Cagliari) con Turris Libissonis (l'odierna Porto Torres).

## Monumenti e luoghi d'interesse

### Architetture religiose
Al centro dell'abitato si trovava la chiesa parrocchiale dedicata a san Giovanni Battista. Non si hanno documenti sulla data di fondazione, ma era sicuramente esistente nel 1608, anno in cui è citata nel registro delle visite pastorali dell'archivio diocesano di Alghero. Negli stessi registri sono citate, con riferimento alla visita del 1684, le altre due chiese di Sant'Elena e di San Sergio, site alla periferia dell'abitato, ma entrambe attualmente allo stato di rudere.
Nella chiesa parrocchiale di Mulargia, dedicata a Sant'Elena Imperatrice, già parrocchia San Giovanni Battista, costruita alla fine dell'800 e dedicata nel 1909, sono custoditi tra l'altro: il simulacro di sant'Elena (patrona di Mulargia, in onore della quale il 17, 18 e 19 agosto si tengono i festeggiamenti religiosi e civili), quello vecchio di san Sergio e due capitellini in marmo bianco di pregevole fattura, provenienti dalla vecchia chiesa di Sant'Elena. Rientrano in un tipo di capitello cosiddetto “a lira” per la presenza della V immediatamente sottostante alla sporgenza del fiore dell'abaco. La parte inferiore è ornata da una corona di quattro foglie d'acanto. Si possono datare intorno al VI secolo e testimoniano, come d'altronde il culto per la madre dell'imperatore Costantino, della continuità abitativa sul territorio in epoca bizantina.
Nelle vie del centro storico si possono osservare alcuni architravi lavorati con motivi di stile catalano-aragonese (arco inflesso, simbolo IHS dei gesuiti, rosette).

### Luoghi di interesse naturalistico
Il territorio di Mulargia la destinazione finale di un itinerario di trekking (il sentiero natura) che parte dall'abitato di Bortigali e attraversa una zona con notevoli emergenze archeologiche e naturalistiche. Da evidenziare, proprio nei pressi di Mulargia, un bosco di roverelle, classificato come area RIN (rilevante interesse naturalistico) nello studio del Parco regionale del Marghine e Goceano.